# Halsten

Halsten Stenkilsson (Norrønt: Hallstein) var konge af Sverige, søn af kong Stenkil og en svensk prinsesse. Han blev konge noget tid efter sin fars død i 1066, og har muligvis regeret sammen med sin broder Inge den ældre.
Det er uvist, hvornår han døde.

## Tid som regent
Der vides kun ganske lidt om Halstens tid som konge. Adam af Bremen skriver, at han blev valgt som konge efter den voldelige død af to andre kandidater, men overtog en meget ustabil trone. Han var klart kristen som sin far og bror, og hans indflydelse kan have været begrænset, da Adam skriver, at kristendommen i landet var så ustabil at biskopper, der var udpeget af ærkebiskoppen af Bremen ikke trude rejse til Sverige.. Han blev afsat efter en relativt kort periode, hviloket skete i slutningen af 1060'erne eller begyndelsen af 107'erne, og blev erstattet af en prins fra Gardarige ved navn Anund.

## Muligt senere styre
Han fik muligvis magten i landet igen senere, hvor han regerede sammen med sin bror Inge, hvilket understøttes af en bulle på et pavebrev fra 1081 fra Pave Gregor 7., som referer til to kinger med initialerne A og I, og kalder kongerne af Västergötland (rege wisigothorum). Kongen "A" kan også have været Håkan Röde. Hans tid som samkonge med hans bror Inge nævnes også i Hervarar saga ok Heiðreks. I kongerækket fra Vestgøtaloven, siges han at have været høflig og munter, og når en sag blev forelagt for ham dømte han rimeligt, og dette var årsagen til at Sverige sørgede ved hans død. Han var far til samkongerne Filip og Inge den yngre.